# Carol Leigh
Pour les articles homonymes, voir Leigh.
Carol Leigh, également connue sous le pseudonyme Scarlot Harlot, née à New York le 11 janvier 1951 et morte à San Francisco le 16 novembre 2022, est une féministe américaine, proche du mouvement pro-sexe. 

## Biographie
Activiste politique, performeuse, écrivaine et cinéaste, Carol Leigh milite pour les droits des travailleurs et travailleuses du sexe,.
Lors d'une conférence en 1978, elle crée le terme sex worker (qui se traduit en français par "travailleur du sexe") pour qualifier le travail qui consiste à vendre une prestation sexuelle contre une rémunération.
Présidente du Sex Worker Film and Arts Festival, elle dirige l'organisation BAYSWAN (Bay Area Sex Worker Advocacy Network).
En 2010, elle participe au documentaire Mutantes (Féminisme Porno Punk), réalisé par Virginie Despentes.
Elle vécut à San Francisco.

## Ouvrage
- (en) Scarlot Harlot, Unrepentant Whore : The Collected Works of Scarlot Harlot, Last Gasp, 2004.